# ترتيب معجماتي
الترتيب المُعجَماتي، في الرياضيات، هو تعميم لطريقة ترتيب الكلمات أبجديّاً بناءً على الترتيب الأبجدي للحروف المكوِّنة لها. يتمثّل هذا التعميم أساساً في تحديد ترتيب كلّي على سلسلة (يُدعى غالباً «كلمات» في علم الحاسوب) عناصر مجموعة مُرتّبة كلّيّاً، تُدعى غالباً أبجديّة.